# 田野畑站
田野畑站（日语：／ Tanohata eki */?）是位於岩手縣下閉伊郡田野畑村和野第2地割46番16號，三陸鐵道的谷灣線車站。車站的愛稱為「卡帕涅拉」，名稱取自宮澤賢治的童話《銀河鐵道之夜》中登場人物（在作品中，ン其實是ム，但是發音不變）。在車站啟用前的車站暫名為平井賀。

## 歷史
- 1984年（昭和59年）4月1日：三陸鐵道北谷灣線車站啟用。
- 2002年（平成14年）：被選為東北車站百選車站之一。
- 2011年（平成23年）
  - 3月11日：發生東北地方太平洋近海地震（東日本大震災），使北谷灣線全線暫停營業。車站沒有大損傷。
  - 6月1日：車站大樓內的2間商店重開[2]。
- 2012年（平成24年）4月1日：陸中野田站至此站之間重開[3]。同時，在雀巢日本（日语：ネスレ日本）贊助下，進行了「Kitto，永遠的坎帕內拉田野畑站」，車站大樓牆身塗上了櫻花。
- 2014年（平成26年）4月6日：小本站（現時：岩泉小本站）至此站之間重開，北谷灣線全線重開[4]。
- 2019年（平成31年・令和元年）
  - 3月23日：東日本旅客鐵道釜石至宮古之間由三陸鐵道接管，此站成為谷灣線車站[5]。

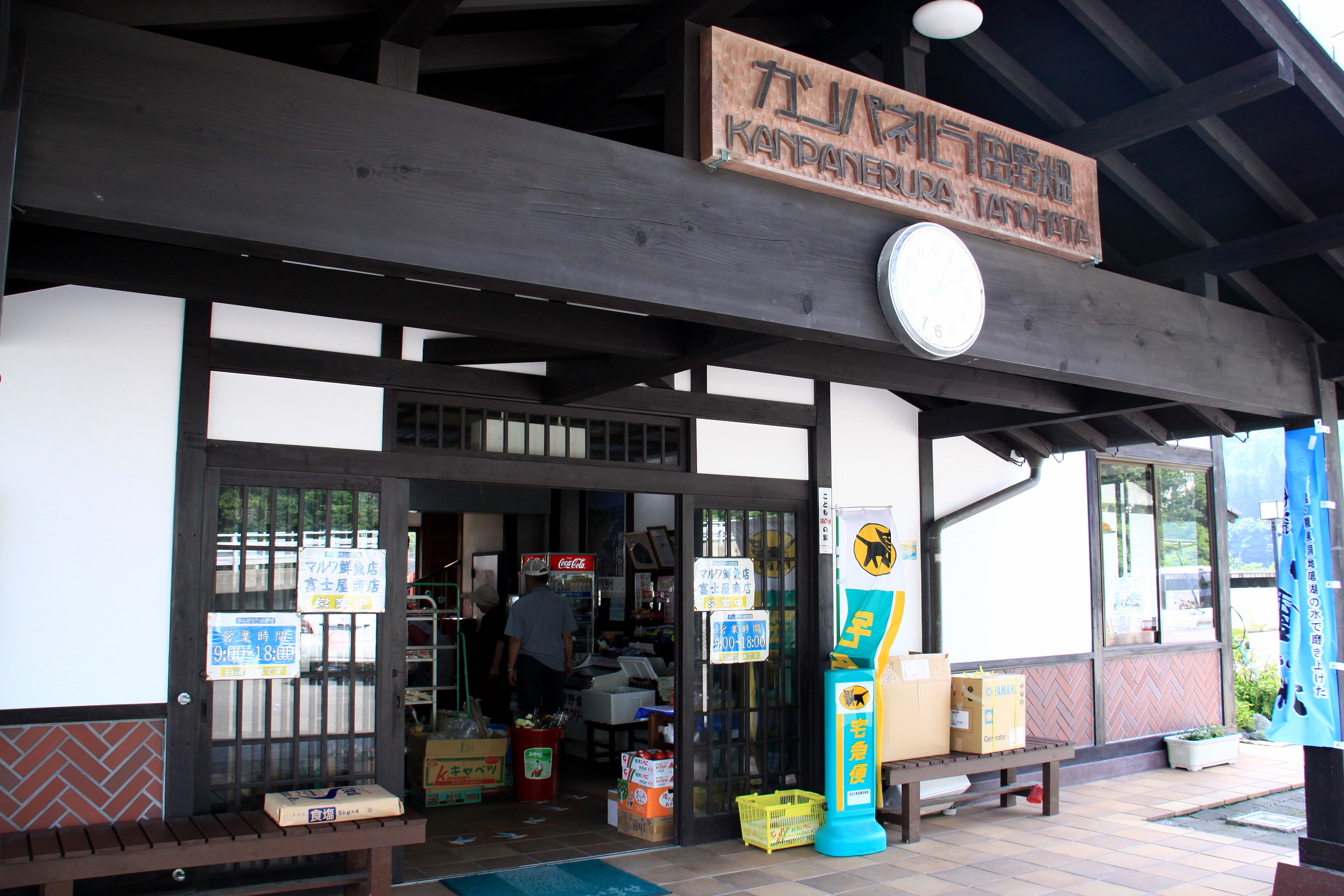
在重新設有列車服務前，商店已經在車站大樓內營業（2011年6月）

## 車站構造

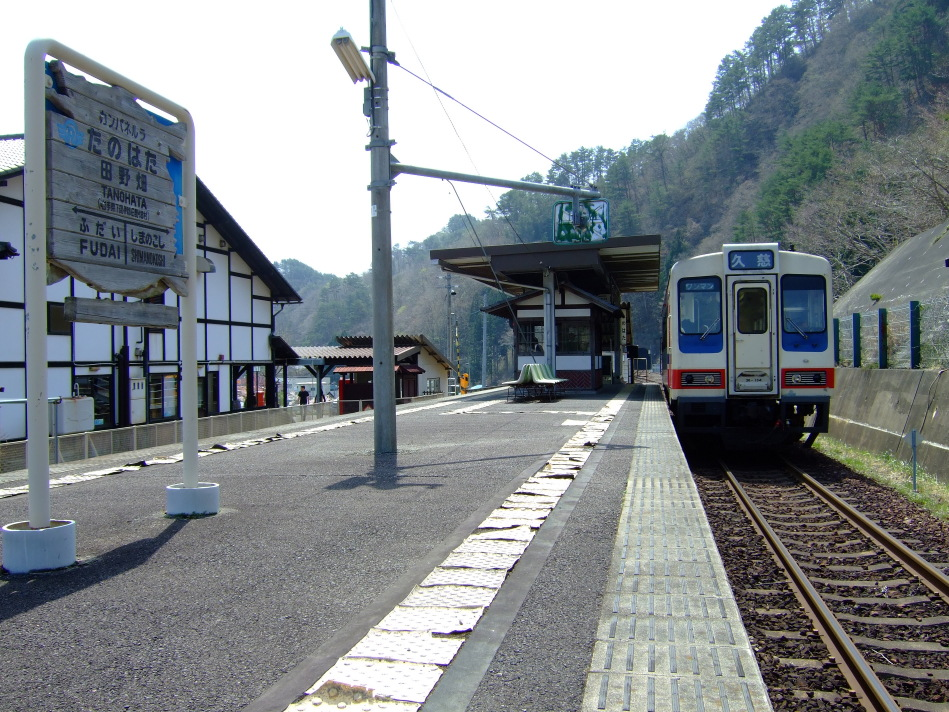
月台（2010年5月）

此站是地面車站，設有1面2線的島式月台。此站是簡易委託車站，委托田野畑村負責車站業務。車站大樓內設有售票處、商店和咖啡廳。

### 月台
| 月台 | 路線    | 上下行 | 方向               | 備註                        |
| ---- | ------- | ------ | ------------------ | --------------------------- |
| 1    | ■谷灣線 | 上行   | 宮古、釜石、盛方向 |                             |
| 2    | ■谷灣線 | 下行   | 久慈方向           | 從此站出發的列車使用1號月台 |

## 使用狀況
| 1日上下車人次變化 | 1日上下車人次變化 |
| 年度              | 1日平均人次       |
| ----------------- | ----------------- |
| 2012年            | 133               |
| 2013年            | 215               |
| 2014年            | 189               |
| 2015年            | 146               |
| 2016年            | 109               |
| 2017年            | 103               |
| 2018年            | 116               |

## 車站周邊

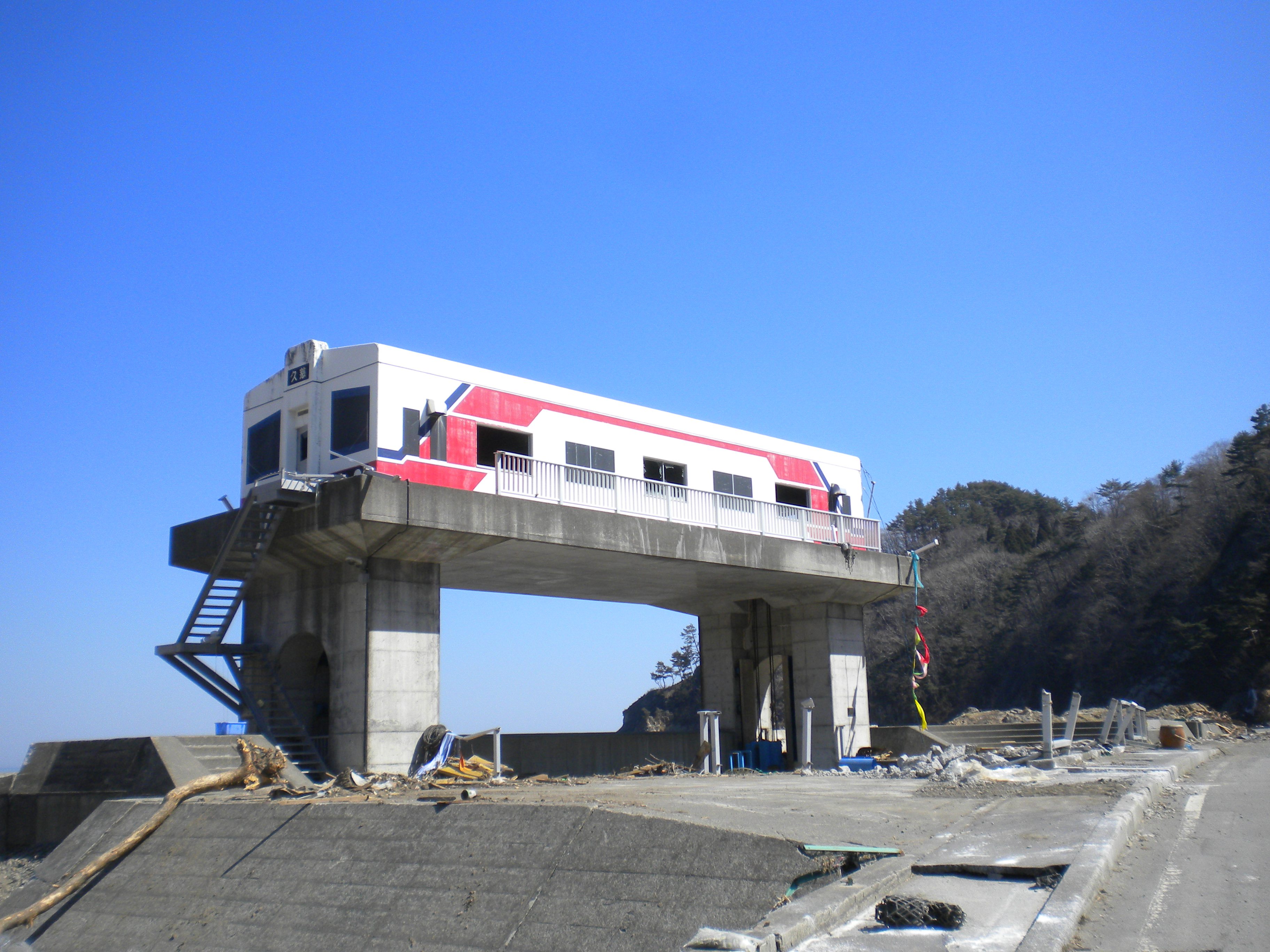
鄰近此站的平井賀川水門，水門上方設有與三陸鐵道車輛相同塗裝的構造物

- 平井賀海灘
- 平井賀郵局
- 羅賀莊酒店
- 羅賀漁港
- 草場澤橋樑（日语：ハイペ沢橋梁）
- 田野畑村營巴士（日语：田野畑村営バス）「田野畑站」巴士站

## 其他
- 由於「站在和平的環境中，一座輕鬆的日式車站大樓」，因此被選為東北車站百選之一。
- NHK2013年度（平成25年度）上半期連續電視小說「小海女」在此站取景，劇中此站是北三陸鐵道谷灣線的「畑野站」。

## 相鄰車站
三陸鐵道
■谷灣線
□快速
田野畑→普代
■普通
島越－田野畑－普代

## 注腳
1. ↑  . 鐵道雜誌 (鐵道雜誌社). 1982年10月, (188): 68 （日语）.
2. ↑  . 岩手日報. 2011-06-01  [2011-08-01]. （原始内容存档于2011-06-02） （日语）.
3. ↑  . 毎日新聞. 2012-04-01  [2012-04-01]. （原始内容存档于2012-07-11） （日语）.
4. ↑  . 岩手日報. 2014-01-02  [2014-01-11]. （原始内容存档于2014-01-03） （日语）.
5. ↑  . 毎日新聞 (毎日新聞社). 2019-03-23  [2019-03-24]. （原始内容存档于2019-03-23） （日语）.
6. ↑  国土数値情報(駅別乗降客数データ)2011-2015年  （页面存档备份，存于）（日語） - 國土交通省2019年9月3日參閲
7. ↑  国土数値情報(駅別乗降客数データ)  （页面存档备份，存于）（日語） - 國土交通省，2020年9月23日參閲

## 外部連結
- 車站·周邊資訊【田野畑站】 （页面存档备份，存于）（日語）：三陸鐵道